# 门特尼希
门特尼希是德国莱茵兰-普法尔茨州的一个市镇。总面积4.08平方公里，总人口135人，其中男性64人，女性71人（2011年12月31日），人口密度33人/平方公里。